# 제7회 부산독립영화제
제7회 부산독립영화제는 2005년 11월 25일에 열린 시상식이다.

## 수상 및 후보

### 백팔번뇌상
- 슈퍼 따릉이 - 이명훈 수상

### 고군분투상
- 돼지들 - 안현준 수상

### 징검다리상
- 어쩜, 저렇게 이쁘게 하고 다니까? - 한명희 수상

### 공식상영작
- 애프터 러브 - 김규희
- 머핀, 떠나다 - 박정원
- 기억 - 정지영
- 대양의 물보라 - 김명진
- 다시 찾는 우리의 전통 - 하진경
- 순간을 믿어요 - 박재민, 한언재
- 포즈 - 박재민
- 눈물나도록 - 마창일
- 나 - 김기수
- 미운 오리 새끼 - 이혜윤
- Re - 유세나
- 폐 - 손호길
- 깨달음 - 박한준
- 개미 - 원성배
- 광대 이야기 - 조미선
- 몽중일기 - 유재광
- I.M - 김세현
- 소년과 나무 - 이재우
- 구름 물고기 - 이미지
- 너의 날개 - 김혜영
- 깡통 이야기 - 서현철
- 아이와 강아지 - 임창훈
- 평화 - 신정호
- 까아악 - 김수현
- 반찬거리 - 곽진영
- 은주의 맛있는 초대 - 최일성
- 장애인 스팀 세차다큐 만들기 프로젝트 - 한울장애인영화제작교실
- 보치아, 그것이 알고 싶다 - 이수정
- 영화를 만드는 사람 - DK김태균
- 체이스 - 김김일
- 폰아일체 - 조수진
- 나를 버려라 - 황지혜
- 순간을 믿어요 - 강현경
- 사랑, 그 간절한 그리움 - 강현경
- 구태 이야기 - 전은정
- 끝에서 끝까지 - 전은정
- 나이트메어 - 백선범
- 금붕어 - 오승리
- 여름 이야기 - 김지연
- 흙에 살리라 - 정현진
- 저녁식사 - 홍진수
- 아이들의 비행 - 강지석
- 종이 - 김가은
- 메시지 - 박기자
- 안개 속의 여행 - 이기쁨
- 리턴 - 신명주
- 산장의 여인 - 박중언
- 길은 검다 - 김형석
- 네 바퀴에 실은 꿈 - 이상현
- 브이에스와의 인터뷰 - 김히로
- 언니야 놀자 - 박지선
- 사랑.. 해봤나요? - 노고산
- 4001 - 유미란
- 슬픈 할리데이 - 이동욱
- 스무살, 너의 이야기 - 박주영, 김설화
- 상전벽해 - 박준범
- U-보트 - 박타라
- to. S.H.E... - 이명훈